# Torneig d'escacs Tata Steel de 2018
El Torneig d'escacs Tata Steel 2018 va ser un torneig d'escacs que va tenir lloc a Wijk Aan Zee, Hilversum i Groninga (als Països Baixos) entre els dies 12 i el 28 de gener de 2018. El torneig es va celebrar pel sistema de tots contra tots amb 13 de rondes.
El control de temps fou de 100 minuts per les primeres 40 jugades, més 50 minuts per les següents 20 jugades, i finalment 15 minuts més per a la resta de la partida. Després de cada moviment hi havia 30 segons addicionals.

## Participants
A falta d'un jugador per a completar el grup de 14 jugadors que formaran part del Torneig de Masters, els participants seran:
| #  | Nom                 | Elo  | Núm. mundial |
| -- | ------------------- | ---- | ------------ |
| 1  | Magnus Carlsen      | 2837 | 1            |
| 2  | Fabiano Caruana     | 2799 | 3            |
| 3  | Xakhriar Mamediàrov | 2799 | 5            |
| 4  | Wesley So           | 2788 | 6            |
| 5  | Vladímir Kràmnik    | 2787 | 7            |
| 6  | Viswanathan Anand   | 2782 | 8            |
| 7  | Piotr Svídler       | 2763 | 12           |
| 8  | Anish Giri          | 2762 | 13           |
| 9  | Serguei Kariakin    | 2760 | 14           |
| 10 | Wei Yi              | 2739 | 20           |
| 11 | Hou Yifan           | 2680 | 66           |
| 12 | Baskaran Adhiban    | 2655 | 96           |
| 13 | Gawain Jones        | 2659 | 85           |